# Liste von Flurkreuzen
Die Liste von Flurkreuzen enthält Kreuze, die an Wegen oder in der Flur stehen oder standen. In dieser Liste sind überwiegend Kreuze aus Stein zusammengestellt, die größtenteils im Mittelalter zur Sühne (Sühnekreuze) oder Erinnerung an plötzlich Verstorbene oder Getötete errichtet wurden, oder auch als Möglichkeit des Schutzes oder des Gebets. Einige Kreuze sind aus Holz oder Metall. 
Sie werden je nach Entstehungszeit, Funktion oder Stiftungszweck auch als Bildstock, Wegekreuz, Wetterkreuz (Hagelkreuz), Hussitenkreuz, Kreuzstein, Marterl, Mordstein, Schwedenkreuz, Steinkreuz oder anders bezeichnet. Flurkreuze sind besonders in Mitteleuropa verbreitet.

## Belgien
- Liste der Wegekreuze und Bildstöcke in Eupen
- Liste der Wegekreuze und Bildstöcke in Kelmis
- Liste der Wegekreuze und Bildstöcke in Lontzen
- Liste der Wegekreuze und Bildstöcke in Raeren

## Deutschland

### Baden-Württemberg
- Liste der Mord- und Sühnekreuze im Main-Tauber-Kreis

### Bayern

#### Oberfranken
- Liste der Steinkreuze im Landkreis Bamberg
- Liste der Steinkreuze im Landkreis Bayreuth

#### Mittelfranken
- Liste der Steinkreuze in der Stadt Erlangen
- Liste der Steinkreuze in der Stadt Fürth
- Liste der Steinkreuze in der Stadt Nürnberg
- Liste der Steinkreuze im Landkreis Nürnberger Land
- Liste der Steinkreuze im Landkreis Roth

#### Oberbayern
- Sühnekreuz (Landsberied)
- Sühnekreuze (Unterschweinbach)

#### Niederbayern
- Liste der Steinkreuze im Landkreis Kelheim
- Liste der Steinkreuze im Landkreis Landshut
- Liste der Steinkreuze im Landkreis Straubing-Bogen

#### Oberpfalz
- Liste der Steinkreuze im Landkreis Amberg-Sulzbach
- Liste der Steinkreuze im Landkreis Cham
- Liste der Steinkreuze im Landkreis Neumarkt in der Oberpfalz
- Liste der Steinkreuze im Landkreis Neustadt an der Waldnaab
- Liste der Steinkreuze in der Stadt Regensburg
- Liste der Steinkreuze im Landkreis Regensburg
- Liste der Steinkreuze im Landkreis Tirschenreuth
- Liste der Steinkreuze im Landkreis Schwandorf
- Liste der Steinkreuze in der Stadt Weiden in der Oberpfalz

#### Schwaben
- Sühnekreuz (Betzigau)
- Steinkreuz bei Roßhaupten

### Brandenburg
- Sühnekreuz (Gutenpaaren)
- Liste der Steinkreuze und Kreuzsteine im Landkreis Oberspreewald-Lausitz
- Liste der Steinkreuze und Kreuzsteine im Landkreis Elbe-Elster

### Hessen
- Bauerbacher Kreuz, 2001
- Mordkreuz von Nieder-Mörlen, um 1661
- Wegekreuz in Kloppenheim, 1805, Karben
- Sühnekreuz in Wellerode, um 1500, Söhrewald Ortsteil Wellerode

### Niedersachsen
- Radkreuz Varmissen, um 1400, Dransfeld Ortsteil Varmissen
- Markus-Kreuz aus Varmissen, 1260, heute am Städtischen Museum Göttingen
- Kreuzsteinnest Bühren mit zehn aus der Umgebung zusammengestellten steinernen Flurkreuzen und Kreuzsteinen bei Bühren
- Scheibenkreuz aus dem 14. Jh. und ein Sühnekreuz in Lengede

### Nordrhein-Westfalen
- Brinkjans Krüüs, 1646, Ostbevern, Nordrhein-Westfalen
- Hochkreuz (Wegekreuz in Bonn)
- Poppenbecker Kreuz in Havixbeck
- Wegekreuz (Herzbroich)
- Hofkreuz in Obergarschagen (Remscheid)
- Liste von Wegekreuzen und Bildstöcken in Mönchengladbach
- Rennenbergkreuz, 18. Jahrhundert, Ruppichteroth, Nordrhein-Westfalen
- Liste der Wegekreuze und Bildstöcke in Beuel
- Liste der Wegekreuze und Bildstöcke in Aachen
- Liste der Wegekreuze und Bildstöcke in Würselen

#### Bereich Langenfeld (Rheinland)
- Wegekreuz Dückeburg, Langenfeld -Reusrath
- Wegekreuz Virneburg, Langenfeld

#### Bereich Nörvenich
- Memorienkreuz (Irresheim)
- Wegekreuz Kurfürstenstraße, Eggersheim, Nörvenich
- Wegekreuz Beeck, 1880, Erkelenz, Nordrhein-Westfalen
- Wegekreuz Heyers, 1886, Erkelenz, Nordrhein-Westfalen
- Wegekreuz Pützstraße, Dorweiler, Nörvenich, Kreis Düren
- Wegekreuz Gut Hommelsheim, Eschweiler über Feld,
- Wegekreuz am neuen Friedhof (Hochkirchen)
- Wegekreuz Heinrich-Veith-Straße, Eschweiler über Feld,
- Wegekreuz Schmiedegasse (Eschweiler über Feld)
- Wegekreuz am Promenadenweg (Nörvenich)
- Wegekreuz an der L 271, Kreis Düren, Nordrhein-Westfalen
- Wegekreuz an der K44, Kreis Düren
- Wegekreuz Weißfrauenhofstraße

### Rheinland-Pfalz
- Hahnenböhler Kreuz, 1886, Deidesheim, Landkreis Bad Dürkheim
- Jägerkreuz, 1702, Battenberg (Pfalz), Landkreis Bad Dürkheim
- Königskreuz, 1309, Göllheim, Donnersbergkreis
- Nischenkreuz, um 1500, Deidesheim, Landkreis Bad Dürkheim
- Scharfrichterkreuz (Neuleiningen), 1703, Neuleiningen, Landkreis Bad Dürkheim
- Wegekreuz am Gutenberg, 1900, Deidesheim, Landkreis Bad Dürkheim
- Wegekreuz im Herrgottsacker, um 1925, Deidesheim, Landkreis Bad Dürkheim
- Wegekreuz in der Maushöhle, 19. Jahrhundert, Deidesheim, Landkreis Bad Dürkheim
- Wegekreuz in der Mühle, 1905, Deidesheim, Landkreis Bad Dürkheim
- Weinsheimer Gedenkkreuz, um 1543, Worms, Ortsteil Weinsheim
- Weißes Kreuz (Deidesheim), 1892, Deidesheim, Landkreis Bad Dürkheim

### Sachsen
- Liste der Steinkreuze in Dresden
- Sühnekreuz (Holzhausen, Leipzig)

### Sachsen-Anhalt
- Sühnekreuz zu Biere
- Steinkreuz in Calbe
- Sühnekreuz (Gernrode)
- Steinkreuze in Gröbitz
- Sühnekreuz (Hundisburg)
- Sühnekreuz Kirchfährendorf
- Sühnekreuz Rittleben[1]
- Mordstein von Uhrsleben
- Warnstedter Mordkreuz

### Schleswig-Holstein
- Kleverschusskreuz, 1436, Lübeck

## Frankreich
- Wegekreuz (Archignat)
- Pilgerkreuz (Belin-Béliet)
- Kreuz von Saarburg
- Kreuz (Guiry-en-Vexin)
- Kreuz Saint-Jacques (Le Perray-en-Yvelines)
- Kreuz Saint-Michel (L’Étang-la-Ville)
- Passionskreuz (Monségur)
- Flurkreuz (Omerville)
- Kreuz auf dem ehemaligen Friedhof Saint-Projet
- Kreuz von Villeranque

## Norwegen
- Steinkreuz von Stavanger

## Österreich
- Schwedenkreuz von Gaweinstal
- Schwedenkreuz von Gmünd, auf der Blockheide bei Gmünd
- Schwedenkreuz von Großdietmanns
- Wegekreuze bei Großschönau
- Schwedenkreuz von Hohenau/March
- Schwedenkreuz von Hollabrunn
- Wegekreuze von Hörersdorf
- Schwedenkreuz von Mistelbach, auch Schwedensäule
- Schwedenkreuz von Moritzreith
- Schwedenkreuze von Niederrußbach
- Schwedenkreuz von Obritz
- Schwedenkreuz von Peigarten
- Schwedenkreuz von Pöggstall
- Schwedenkreuz von Reinprechtspölla
- Schwedenkreuz von Retz
- Schwedenkreuz von Sallingberg
- Schwedenkreuz von Schönkirchen-Reyersdorf
- Schwedenkreuze von Schrems
- Schwedenkreuz von Schwarzenau, auch Schwedenstein
- Schwedenkreuz von Schweiggers
- Schwedenkreuz von Thaua
- Schwedenkreuz von Thaya
- Schwedenkreuze von Traiskirchen und Trumau
- Schwedenkreuz von Zaingrub
- Schwedenkreuz von Zöbing
- Schwedenkreuz von Zwettl

## Polen
- Sühnekreuz von Kijowice
- Sühnekreuz von Pruchna
- Mordkreuz von Stargard

## Russland
- Steinkreuz vom Sterschsee

## Schweden
- Rynings kors

## Tschechien
- Liste der Steinkreuze im Okres Domažlice
- Liste der Steinkreuze im Okres Tachov